# Sainte-Honorine-la-Chardonne
Sainte-Honorine-la-Chardonne – miejscowość i gmina we Francji, w regionie Normandia, w departamencie Orne. Nazwa miejscowości pochodzi od imienia św. Honoryny.
Według danych na rok 1990 gminę zamieszkiwało 639 osób, a gęstość zaludnienia wynosiła 44 osoby/km² (wśród 1815 gmin Dolnej Normandii Sainte-Honorine-la-Chardonne plasuje się na 350. miejscu pod względem liczby ludności, natomiast pod względem powierzchni na miejscu 259.).